# Mycaranthes monostachya
Mycaranthes monostachya är en orkidéart som först beskrevs av John Lindley, och fick sitt nu gällande namn av Stephan Rauschert. Mycaranthes monostachya ingår i släktet Mycaranthes och familjen orkidéer. Inga underarter finns listade i Catalogue of Life.